# میتریک
میتریک (به هلندی: Meterik) یک منطقهٔ مسکونی در هلند است که در هورست ان‌ده ماس واقع شده‌است. میتریک ۱٬۶۲۷ نفر جمعیت دارد.